# Breza (Belovár)
Breza falu Horvátországban Belovár-Bilogora megyében. Közigazgatásilag Belovár községhez tartozik.

## Fekvése
Belovár központjától légvonalban 10, közúton 13 km-re délnyugatra, a megyehatár közvetlen szomszédságában fekszik.

## Története
A falu akkor keletkezett, amikor a török uralom után a 17. századtól a kihalt területre folyamatosan telepítették be a keresztény lakosságot. A település 1774-ben az első katonai felmérés térképén a falu „Breza” néven, még Prgomelje részeként szerepel. A település katonai közigazgatás idején a kőrösi ezredhez tartozott. Lipszky János 1808-ban Budán kiadott repertóriumában „Breza” néven szerepel.  
Nagy Lajos 1829-ben kiadott művében ugyancsak „Breza” néven 40 házzal, 12 katolikus és 226 ortodox vallású lakossal találjuk.
A katonai közigazgatás megszüntetése után Magyar Királyságon belül Horvátország részeként, Belovár-Kőrös vármegye Belovári járásának része volt. 1857-ben 105, 1910-ben 205 lakosa volt. Az 1910-es népszámlálás szerint lakosságának 77%-a szerb, 13%-a horvát anyanyelvű volt. 1918-ban az új szerb-horvát-szlovén állam, majd később Jugoszlávia része lett. 1941 és 1945 között a németbarát Független Horvát Államhoz, majd a háború után a szocialista Jugoszláviához tartozott. 1991-től a független Horvátország része. 1991-ben lakosságának 78%-a horvát, 19%-a szerb nemzetiségű volt. 2011-ben a településnek 102 lakosa volt.

## Lakossága
| Lakosság változása | Lakosság változása | Lakosság változása | Lakosság változása | Lakosság változása | Lakosság változása | Lakosság változása | Lakosság változása | Lakosság változása | Lakosság változása | Lakosság változása | Lakosság változása | Lakosság változása | Lakosság változása | Lakosság változása | Lakosság változása |
| ------------------ | ------------------ | ------------------ | ------------------ | ------------------ | ------------------ | ------------------ | ------------------ | ------------------ | ------------------ | ------------------ | ------------------ | ------------------ | ------------------ | ------------------ | ------------------ |
| 1857               | 1869               | 1880               | 1890               | 1900               | 1910               | 1921               | 1931               | 1948               | 1953               | 1961               | 1971               | 1981               | 1991               | 2001               | 2011               |
| 105                | 0                  | 0                  | 219                | 204                | 205                | 182                | 238                | 267                | 308                | 256                | 245                | 174                | 151                | 125                | 102                |

(1869-ben és 1880-ban lakosságát Prgomeljéhez számították.)